# Эчеверри, Эктор
Э́ктор Эчеве́рри Атеортуа (исп. Héctor Echeverri Atehortúa; 10 апреля 1938, Колумбия — 1988) — колумбийский футболист, участник чемпионата мира по футболу 1962 года.

## Биография

### Клубная карьера
Эчеверри на протяжении 11 сезонов играл за «Индепендьенте Медельин», хотя в составе этой команды, он не выигрывал титулов, но он является рекордсменом по количеству игр за один клуб; всего за эту команду он отыграл 457 матчей.
Помимо этого с 1967 по 1968 годы играл за «Санта-Фе».

### Карьера в сборной
В составе сборной Колумбии был участником чемпионата мира 1962 года, на котором сыграл во всех трёх матчах своей сборной. Всего за сборную Колумбии сыграл 12 матчей, в которых не забил ни одного мяча.

### Смерть
Точная дата и причина его смерти неизвестна, сообщается, что он умер в 1988 году.